# Jonathan Dayton
Jonathan Dayton (Elizabethtown, provincia de Nueva Jersey; 16 de octubre de 1760-Elizabethtown, Nueva Jersey; 9 de octubre de 1824) fue un político estadounidense, firmante de la Constitución de los Estados Unidos. Se desempeñó como presidente de la Cámara de Representantes de los Estados Unidos de 1795 a 1799, y representó a Nueva Jersey en la Cámara de Representantes entre 1791 y 1799, retirándose para postularse con éxito al Senado de los Estados Unidos. 
Sirvió tanto en el tercer como en el segundo regimiento de Nueva Jersey duranta la guerra de Independencia, alcanzando el rango de capitán. De 1786 a 1787 y de nuevo en 1790 —después de dos años como delegado al Congreso Continental— fue miembro de la Asamblea General de Nueva Jersey, sirviendo como presidente en su último año. Formó parte brevemente del Consejo Legislativo de Nueva Jersey en 1790. En 1807, fue arrestado y acusado de traición junto al exvicepresidente Aaron Burr, aunque nunca se llevó a cabo un juicio. Sirvió nuevamente en la Asamblea de Nueva Jersey entre 1814 y 1815. 

## Biografía

### Primeros años y la guerra de Independencia
Nació en Elizabethtown (ahora conocida como Elizabeth), Nueva Jersey; hijo de Elias Dayton, un comerciante que se involucró en la política local y participó como oficial en la guerra franco-indígena, y su esposa Hannah Rolfe. Asistió a la Universidad de Nueva Jersey (ahora la Universidad de Princeton), pero abandonó los estudios para servir en la guerra de Independencia en 1775. Recibió un título honorífico en derecho un año después.
Con el estallido de la guerra, su padre fue elegido para dirigir el tercer regimiento de Nueva Jersey, quien lo reclutó como alférez a la edad de 15 años. A mediados de 1776, marcharon hacia el norte para colaborar con las tropas que estaban llevando a cabo la invasión de Canadá, aunque debido a un brote de viruela desviaron su curso al norte de Nueva York. Ya en 1777, el regimiento volvió a Nueva Jersey para «reorganizarse». Posteriormente, y bajo la dirección del general George Washington, participó en las batallas de Brandywine y Germantown. Permaneció con Washington en Valley Forge y ayudó a hacer retroceder a los británicos desde Nueva Jersey hasta la ciudad de Nueva York. En octubre de 1780, él y su tío Matthias Ogden fueron capturados por leales, quienes los mantuvieron cautivos hasta el año siguiente. Más tarde, fue ascendido a capitán y transferido al segundo regimiento, donde participó en la batalla de Yorktown.

### Carrera
Finalizada la guerra de Independencia, sirvió en la Asamblea General de Nueva Jersey entre 1786 y 1787, con un segundo mandato en 1790, en el cual se desempeñó como presidente. En 1787, su padre fue nombrado como delegado a la Convención de Filadelfia, pero rechazó el puesto, por lo que Jonathan lo asumió, convirtiéndose en el delegado más joven, con 26 años. También ejerció como delegado al Congreso Continental entre 1787 y 1788. Formó parte del Consejo Legislativo de Nueva Jersey —el actual Senado de Nueva Jersey— brevemente en 1790.
Entre 1791 y 1799, se desempeñó como miembro de la Cámara de Representantes de los Estados Unidos, siendo elegido por primera vez en las elecciones de 1791, aunque se había postulado sin éxito dos años antes. Durante sus últimos cuatro años como representante, sirvió como presidente de la Cámara, en los congresos cuarto y quinto. En el transcurso de su mandato, ocupó un rol fundamental en la respuesta del Congreso acerca de la rebelión del whiskey y en la aprobación del Tratado de Jay. Cerca del final de la década de 1790, el presidente John Adams nominó a Dayton como oficial al mando del Cuerpo de Artilleros e Ingenieros, pero este rechazó el cargo. Entre 1793 y 1795, se desempeñó como presidente del Comité de Elecciones.
En 1799, asumió como senador de los Estados Unidos en representación de Nueva Jersey, sirviendo solo por seis años, hasta 1805. Uniéndose a un bloque moderado del Partido Federalista, votó en contra de la derogación de la Ley del Poder Judicial de 1801 y en la aprobación de la duodécima enmienda. Estuvo a favor de la compra de Luisiana.

### Últimos años
Durante varios años, practicó la especulación inmobiliaria en Ohio, reclamando cerca de 250 000 acres (1012 km²) en la región de la actual ciudad de Dayton (que lleva su nombre). Esta actividad lo dejó en sospecha cuando Aaron Burr —a quien le había prestado dinero— fue culpado de traición y de conspirar para establecer un país independiente en el sur de los Estados Unidos. Fue «exonerado por un gran jurado» y nunca fue llevado a juicio. Entre 1814 y 1815, sirvió en la Asamblea General de Nueva Jersey nuevamente, aunque su carrera política «ya se había estancado». Falleció el 9 de octubre de 1824 a los 63 años, y fue enterrado en el cementerio de St. John, en Elizabethtown. Se dedicó a los negocios y a la agricultura durante sus últimos años.